# Euschesis
Euschesis là một chi bướm đêm thuộc họ Noctuidae.